# Związek gmin Heuberg
Związek gmin Heuberg – związek gmin (niem. Gemeindeverwaltungsverband) w Niemczech, w kraju związkowym Badenia-Wirtembergia, w rejencji Fryburg, w regionie Schwarzwald-Baar-Heuberg, w powiecie Tuttlingen. Siedziba związku znajduje się w miejscowości Wehingen.
Związek zrzesza siedem gmin:
- Bubsheim, 1 172 mieszkańców, 8,92 km²
- Deilingen, 1 677 mieszkańców, 10,92 km²
- Egesheim, 631 mieszkańców, 7,66 km²
- Gosheim, 3 800 mieszkańców, 9,32 km²
- Königsheim, 555 mieszkańców, 4,36 km²
- Reichenbach am Heuberg, 488 mieszkańców, 6,10 km²
- Wehingen, 3 632 mieszkańców, 14,59km²